# آبراهام گلدفادن
آبراهام گلدفادن (به ییدیش: אַבֿרהם גאָלדפֿאַדען؛ ۲۴ ژوئیهٔ ۱۸۴۰ – ۹ ژانویهٔ ۱۹۰۸) نمایشنامه‌نویس، مترجم، شاعر، نویسنده، و آهنگساز اهل امپراتوری روسیه بود. وی بین سال‌های ۱۸۷۶ تا ۱۹۰۸ میلادی فعالیت می‌کرد.